# نادفيرنا
نادفيرنا هي مدينة من مدن أوكرانيا. يبلغ عدد سكانها 22,209 نسمة وذلك حسب إحصائيات سنة 2013. تبلغ مساحتها 25.53 كم².

## أعلام
- رومان هونتيوك